# Mbc (基因)
Mbc基因（Myoblast city）是哺乳动物的基因DOCK1在黑腹果蝇（Drosophila melanogaster）中的直系同源体。果蝇胚胎中的mbc突变会影响细胞骨架的构建，造成肌肉和神经发育错误。